# BBC Radio 3
Pour les articles homonymes, voir Radio 3.
BBC Radio 3 est une station de radio de la BBC. La plupart de sa programmation est consacrée à la musique classique et opéra, mais le théâtre, la culture, les arts et les musiques du monde sont également à l'honneur. Ces programmes 'spécialistes' sont généralement diffusés en semaine de 22 h à 0 h 30, le samedi de 15 h à 22 h et le dimanche de 17 h à 21 h. La station est le plus important commissaire de musique nouvelle au monde et, grâce à son programme « New Generation Artists » qui diffuse chaque mercredi à 16 h 30, elle promeut les jeunes musiciens de toutes les nationalités. La station diffuse en direct et en intégralité les concerts de la BBC Proms chaque été, en plus des performances des orchestres et chanteurs de la BBC. Il y a des productions régulières de pièces classiques et de nouvelles pièces de théâtre.

## Historique
La station a été lancée en 1946 sous le nom de BBC Third Programme, à une époque où la BBC ne possédait que deux stations de radio, BBC Home Service (qui deviendra BBC Radio 4) et BBC Light Programme (qui deviendra BBC Radio 2). Son nom a changé le 30 septembre 1967, lors du lancement de BBC Radio 1 ; c'est donc logiquement à cette date que les trois autres chaînes nationales ont été renommées suivant une numérotation, et que BBC Third Programme est devenu BBC Radio 3.

## Identité visuelle

### Logos

Ancien logo de 2001 à 2007
Ancien logo de 2007 à 2022
Logo actuel depuis 2022